# East Bay (Western Australia)
East Bay ist eine Bucht im an der Ostküste von Cockatoo Island des australischen Bundesstaates Western Australia.
East Bay ist 400 Meter breit und 430 Meter tief. Die Küstenlänge beträgt einen Kilometer. Im Westen liegt die Bucht No. 3 North Bay und Im Süd-Westen Copper Bay. Vor der Bucht liegt die Insel Usborne Island.